# A korona nagy zászlóvivője

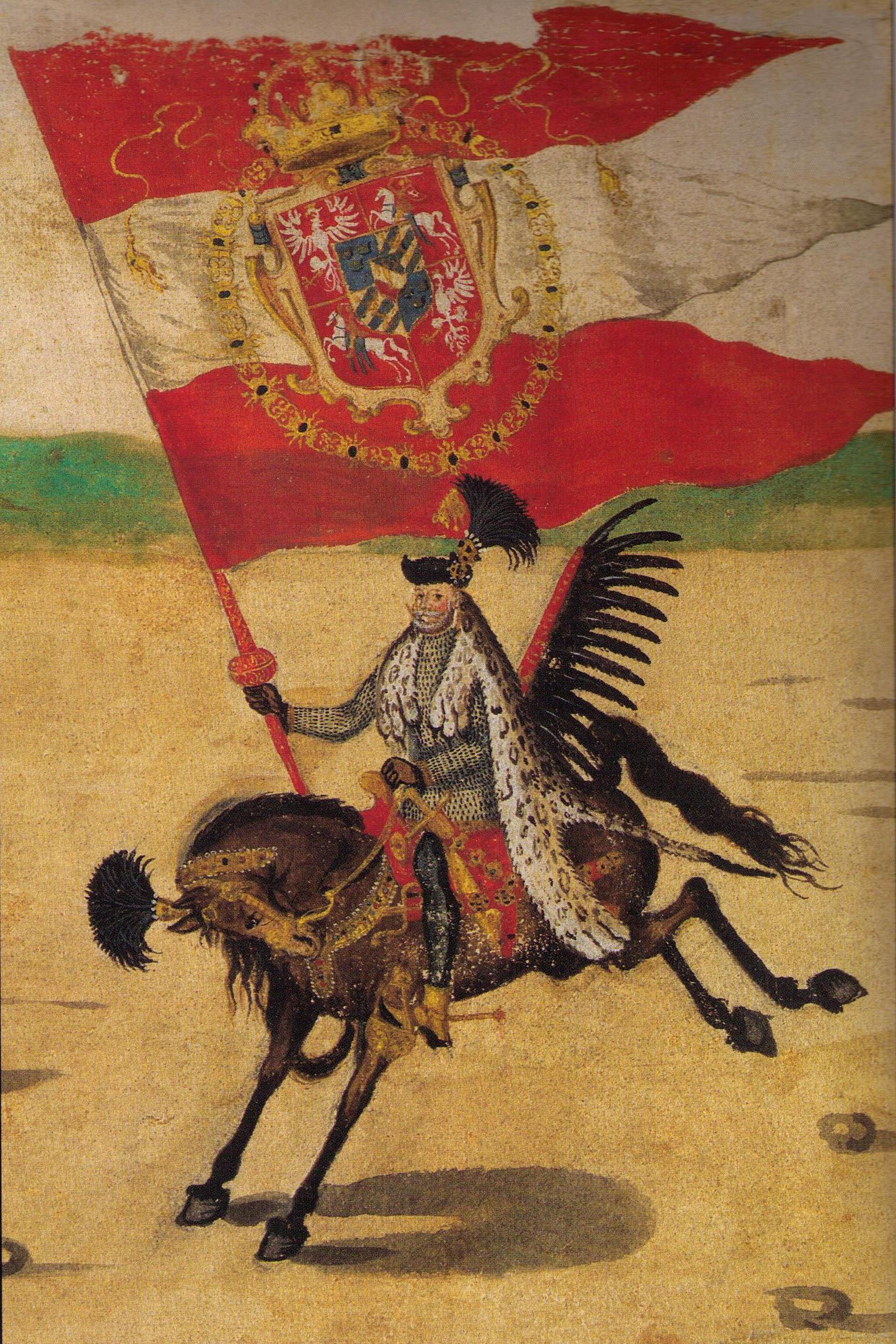
Stanisław Sobieski mint a korona nagy zászlóvivője III. Zsigmond esküvőjén

A korona nagy zászlóvivője (lengyelül Chorąży wielki koronny, latinul vexillifer regni) lengyel udvari tisztség a királyság idején.
Ez az udvari tisztség először Nagy Kázmér idejében jelent meg, először Jan Długosz viselte a címet, aki a grünwaldi csatát írta le.
A korona nagy zászlóvivője vitte a királyság nagy zászlaját a király mellett a legfontosabb udvari ceremóniákon, mint a koronázáson, temetéseken, a porosz és kurlandi hűbéreskűn. Szokás szerint az uralkodó jobbján állt. 1633-ban ebből támadt a vita a korona nagy kardvivőjével, aki szintén jobboldalt akart állni.